# Gorodiszcze (rejon kiczmiengsko-gorodiecki)
Gorodiszcze (ros. Городище) – wieś w Rosji, w rejonie kiczmiengsko-gorodieckim obwodu wołogodzkiego. W 2002 r. liczyła 7 mieszkańców, a w 2010 r. była niezamieszkana.